# Georgia Baker
Pour les articles homonymes, voir Baker.
Georgia Baker, née le 21 septembre 1994 à Launceston, est une coureuse cycliste australienne.

## Biographie

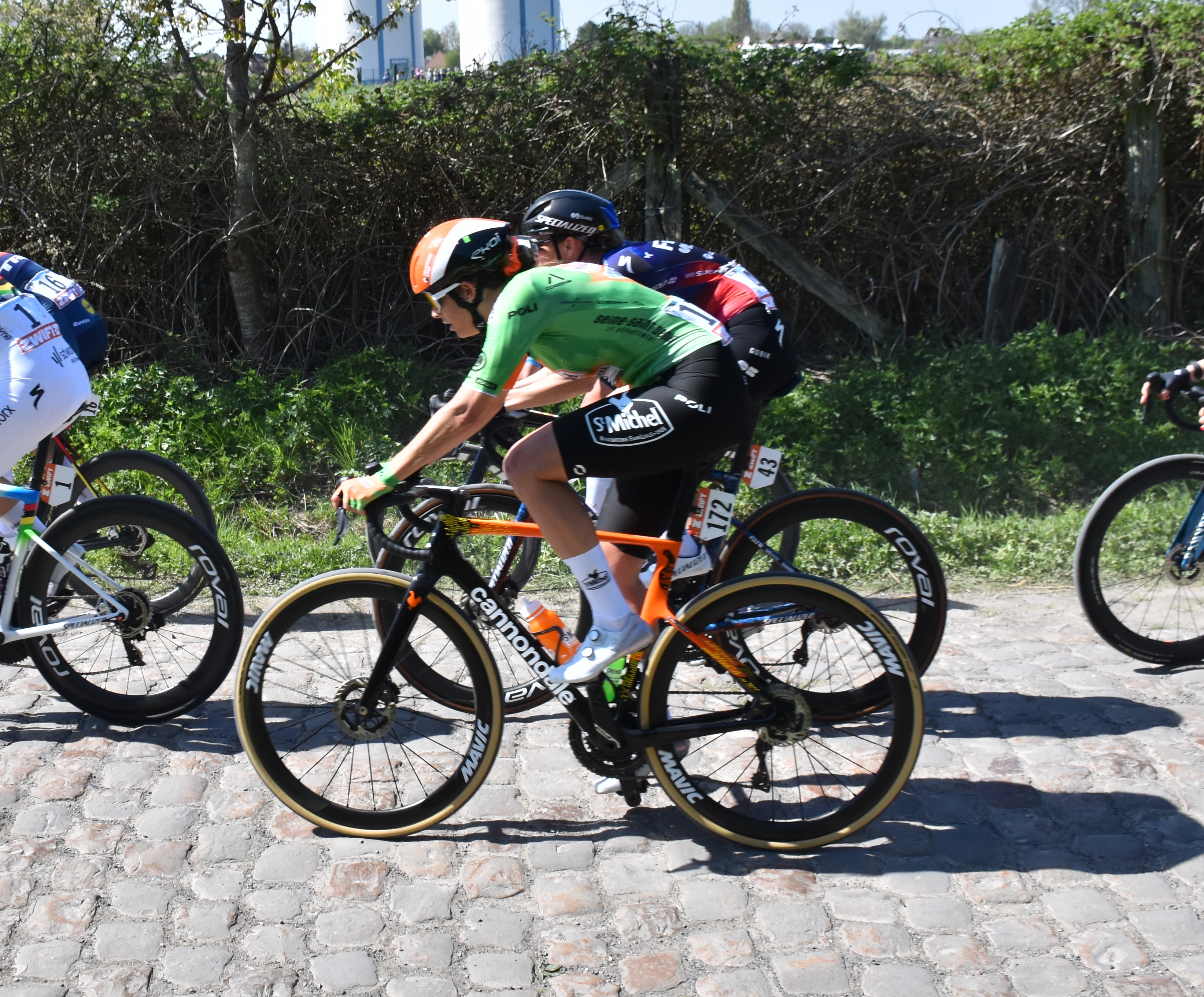
Georgia Baker #112 lors de Paris-Roubaix 2025.

Spécialisée en poursuite sur piste, elle est notamment championne du monde de poursuite par équipes en 2019. Elle a disputé la poursuite par équipes de Jeux olympiques de 2016 avec l'équipe d'Australie, qui a pris la cinquième place. Elle a été championne du monde du scratch juniors en 2012 et de poursuite par équipes juniors en 2011 et 2012. Elle détient, avec Taylah Jennings et Kelsey Robson, le record du monde du 3000 mètres par équipes juniors depuis les championnats du monde de cyclisme sur piste juniors 2012.

## Palmarès sur piste

### Jeux olympiques
- Rio 2016
  - 5e de la poursuite par équipes
- Tokyo 2020
  - 5e de la poursuite par équipes
  - 7e de la course à l'américaine
- Paris 2024
  - 5e de l'omnium
  - 7e de la poursuite par équipes
  - 9e de la course à l'américaine

### Championnats du monde
| Édition / Épreuve           | Poursuite par équipes                          | Scratch | Course aux points | Américaine |
| Moscou 2011 (juniors)       | Or                                             | Argent  |                   |            |
| Invercargill 2012 (juniors) | Or                                             | Or      |                   |            |
| Londres 2016                | 5e                                             |         | 4e                |            |
| Pruszków 2019               | Or (avec Ankudinoff, Cure, Edmondson et Manly) |         |                   | Argent     |
| Glasgow 2023                |                                                |         | Argent            | Argent     |

### Coupe du monde
- 2013-2014
  - 3e de la poursuite par équipes à Manchester
  - 3e de la poursuite par équipes à Guadalajara
- 2015-2016
  - 1re de la poursuite par équipes à Cambridge
- 2018-2019
  - 1re de la poursuite par équipes à Saint-Quentin-en-Yvelines (avec Ashlee Ankudinoff, Kristina Clonan et Macey Stewart)
  - 2e de la poursuite par équipes à Berlin
  - 3e de l'américaine à Saint-Quentin-en-Yvelines
- 2019-2020
  - 1re de l'américaine à Glasgow (avec Annette Edmondson)
  - 1re de l'américaine à Cambridge (avec Alexandra Manly)
  - 1re de l'américaine à Brisbane (avec Annette Edmondson)
  - 1re de la poursuite par équipes à Brisbane (avec Ashlee Ankudinoff, Annette Edmondson, Maeve Plouffe et Alexandra Manly)
  - 2e de la poursuite par équipes à Cambridge

### Coupe des nations
- 2024
  - 2e de l'américaine à Adélaïde
  - 3e de la poursuite par équipes à Adélaïde

### Jeux du Commonwealth
| Édition / Épreuve | Poursuite par équipes | Course aux points |
| Birmingham 2022   | Or                    | Or                |

### Championnats d'Océanie
| Édition / Épreuve       | Poursuite individuelle | Poursuite par équipes | Course aux points | Scratch | Américaine | Omnium |
| Adélaïde 2010 (juniors) | Or                     |                       |                   |         |            |        |
| Adélaïde 2010           |                        | Bronze                |                   |         |            |        |
| Invercargill 2013       |                        | Argent                |                   |         |            |        |
| Adélaïde 2014           |                        | Argent                |                   |         |            |        |
| Invercargill 2015       | Or                     | Argent                | Argent            |         |            | Or     |
| Melbourne 2016          |                        |                       | Or                |         |            |        |
| Adélaïde 2018           |                        | Or                    | Argent            | Bronze  | Or         | Or     |

### Championnats nationaux
- Championne d'Australie de poursuite par équipes en 2014 et 2015 avec Amy Cure, Lauren Perry et Macey Stewart
- Championne d'Australie de course à l'américaine en 2019 (avec Ashlee Ankudinoff) et 2022 (avec Alexandra Manly)
- Championne d'Australie de course à élimination en 2021
- Championne d'Australie de l'omnium en 2022

## Palmarès sur route

### Par années
- 2012
  - 2e du championnat d'Australie du contre-la-montre juniors
  - 3e du championnat d'Océanie du contre-la-montre juniors
- 2022
  -  Médaillée d'or de la course en ligne aux Jeux du Commonwealth
  - 2e étape du Tour de Thuringe
  -  Médaillée de bronze du championnat du monde du contre-la-montre par équipes en relais mixte
  - 8e du championnat du monde du contre-la-montre
- 2024
  - 2e du championnat d'Australie du critérium
  - 2e du Down Under Criterium
  - 2e de la Geelong Classic
  - 5e de la Classic Bruges-La Panne
- 2025
  - 2e de la Schwalbe Women's One Day Classic
  - 3e de la Surf Coast Classic
  - 4e de la Classic Bruges-La Panne

### Résultats sur les grands tours

#### Tour d'Italie
3 participations
- 2022 : non-partante (8e étape)
- 2023 : 111e
- 2025 : abandon (6e étape)

#### Tour d'Espagne
2 participations
- 2024 : 81e
- 2025 : non-partante (3e étape)

### Classements mondiaux
| Année                                 | 2015 | 2016 | 2017 | 2018 | 2019 | 2020 | 2021 | 2022 | 2023 | 2024 |
| ------------------------------------- | ---- | ---- | ---- | ---- | ---- | ---- | ---- | ---- | ---- | ---- |
| Classement UCI                        | 372e | nc   | nc   | nc   | 703e | nc   | nc   | 81e  | 137e | 119e |
| UCI World Tour                        |      | nc   | nc   | nc   | nc   | nc   | nc   | 103e | 75e  | 70e  |
|                                       |      |      |      |      |      |      |      |      |      |      |
| Légende : nc = non classéSource : UCI |      |      |      |      |      |      |      |      |      |      |